# Ячжоу
Ячжо́у (кит. упр. 崖州, пиньинь Yázhōu) — район городского подчинения городского округа Санья провинции Хайнань (КНР).

## История

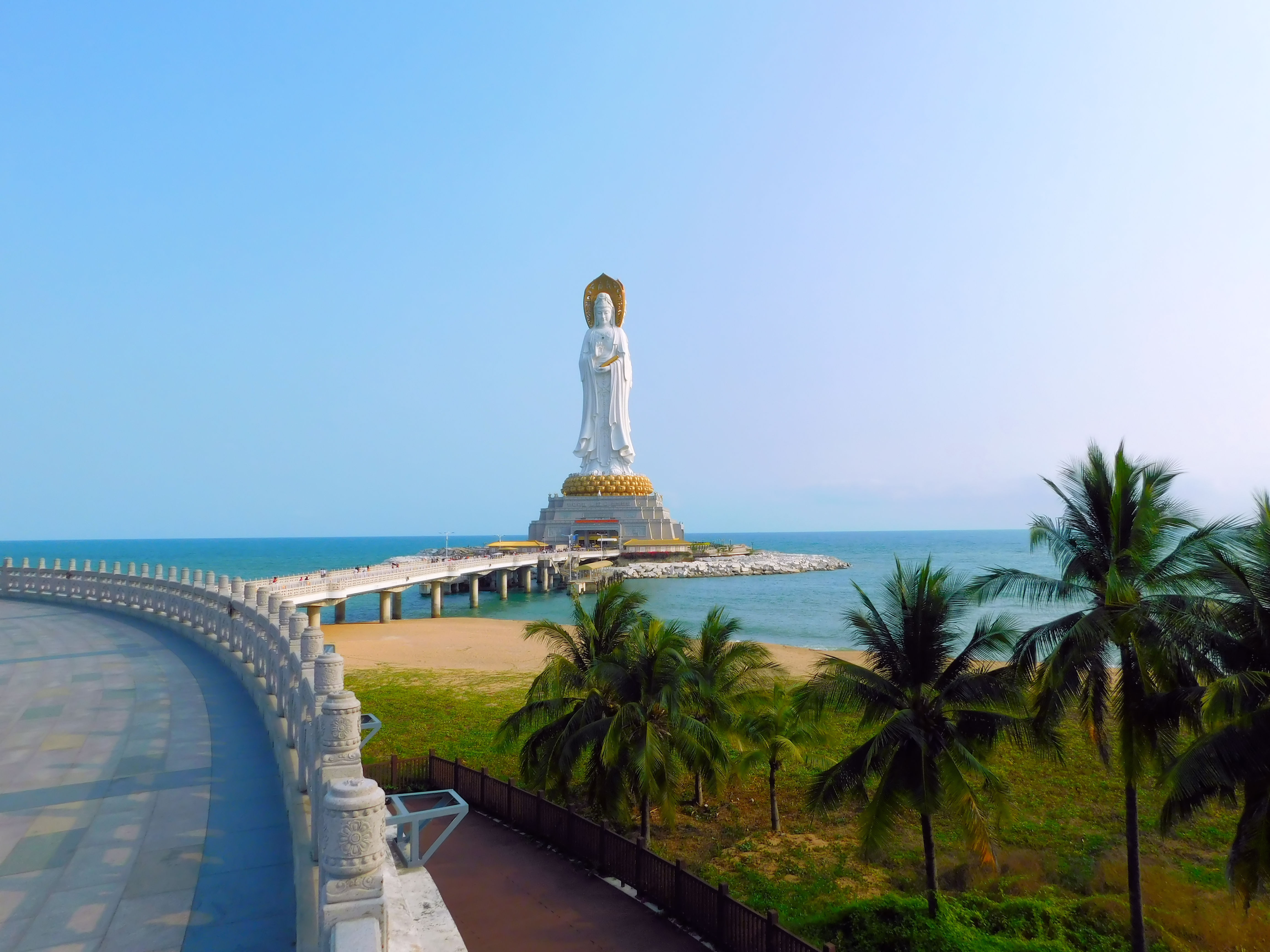
Статуя Гуаньинь

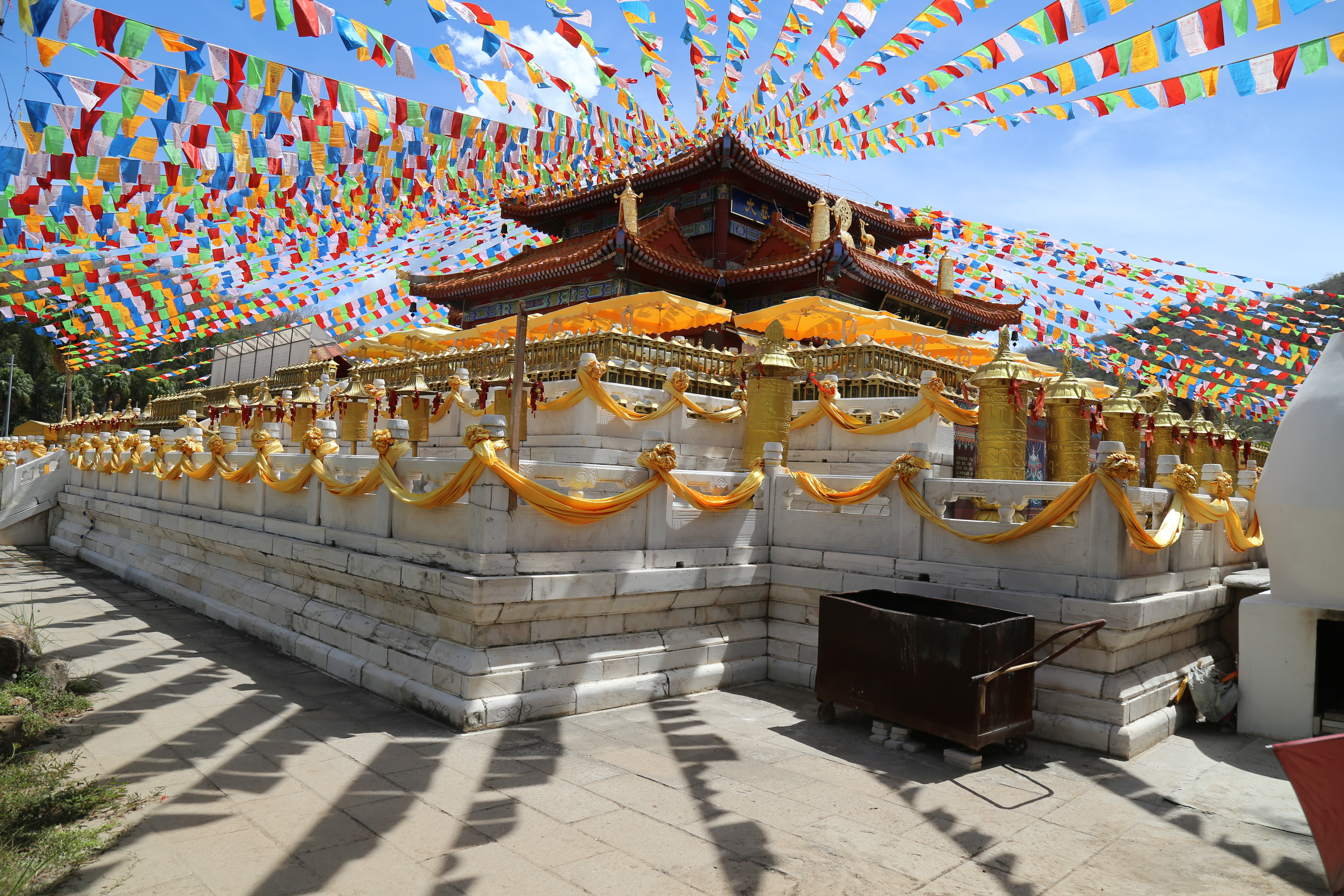
Храм Наньшань

Во времена империи Суй, когда остров Хайнань был официально включён в состав страны, в 607 году из Чжуяского округа был выделен Линьчжэньский округ (临振郡). После смены империи Суй на империю Тан Линьчжэньский округ был в 622 году преобразован в Чжэньчжоускую область  (振州), власти которой разместились в уезде Нинъюань (宁远县). В 742 году Чжэньчжоуская область была переименована в Яньдэский округ (延德郡), но уже в 758 году Яньдэский округ вновь стал Чжэньчжоуской областью.
Во времена империи Сун Чжэньчжоуская область была в 972 году переименована в Ячжоускую область (崖州); областные власти по-прежнему размещались в уезде Нинъюань. После образования в 1368 году империи Мин Ячжоуская область стала подчиняться властям Цюнчжоуской управы (琼州府); уездов в её составе к тому времени уже не было. Во времена империи Цин Ячжоуская область была в 1905 году выведена из подчинения властям Цюнчжоуской управы, став Ячжоуской непосредственно управляемой областью (崖州直隶州). После Синьхайской революции в Китае была проведена реформа структуры административного деления, в результате которой области и управы были упразднены, поэтому в 1912 году Ячжоуская непосредственно управляемая область была преобразована в уезд Ясянь (崖县).
После перехода острова Хайнань под контроль КНР уезд Ясянь был в 1950 году включён в состав Административного района Хайнань (海南行政区) провинции Гуандун.
В 1954 году уезд Ясянь был передан в состав Хайнань-Ли-Мяоского автономного района уездного уровня (海南黎族苗族自治区), а в этих местах был создан посёлок Ячэнчжэнь (崖城镇).
17 октября 1955 года Хайнань-Ли-Мяоский автономный район был преобразован в Хайнань-Ли-Мяоский автономный округ (海南黎族苗族自治州).
Постановлением Госсовета КНР от 19 мая 1984 года уезд Ясянь был преобразован в городской уезд Санья. 
Постановлением Госсовета КНР от 26 сентября 1987 года городской уезд Санья был выведен из состава Хайнань-Ли-Мяоского автономного округа, и стал подчиняться напрямую властям Административного района Хайнань, став городским округом.
13 апреля 1988 года Административный район Хайнань был преобразован в отдельную провинцию Хайнань.
Постановлением Госсовета КНР от февраля 2014 года было ликвидировано старое административное деления Санья, и городской округ был разделён на 4 района; посёлок Ячэнчжэнь был при этом преобразован в район Ячжоу.

## Административное деление
Район делится на 7 микрорайонов и 24 деревни.

## Туризм
Побережье залива Ячжоу является одной из пяти пляжных зон Саньи (это самая молодая и слабо застроенная часть курортного побережья). Здесь расположены курортные комплексы Sanya Yazhou Bay by Hilton, Big White Whale Ocean Exploration World и G Charlton Hotels & Resorts.
Главными туристическими локациями района являются 108-метровая статуя Гуаньинь, возведённая в 2005 году на искусственном островке рядом с побережьем, и буддийский храмовый комплекс Наньшань, построенный в 1988 году (он славится своим парком, храмами, павильонами, отелями, ресторанами, магазинами и копиями произведений искусств эпохи династии Тан).

## Транспорт

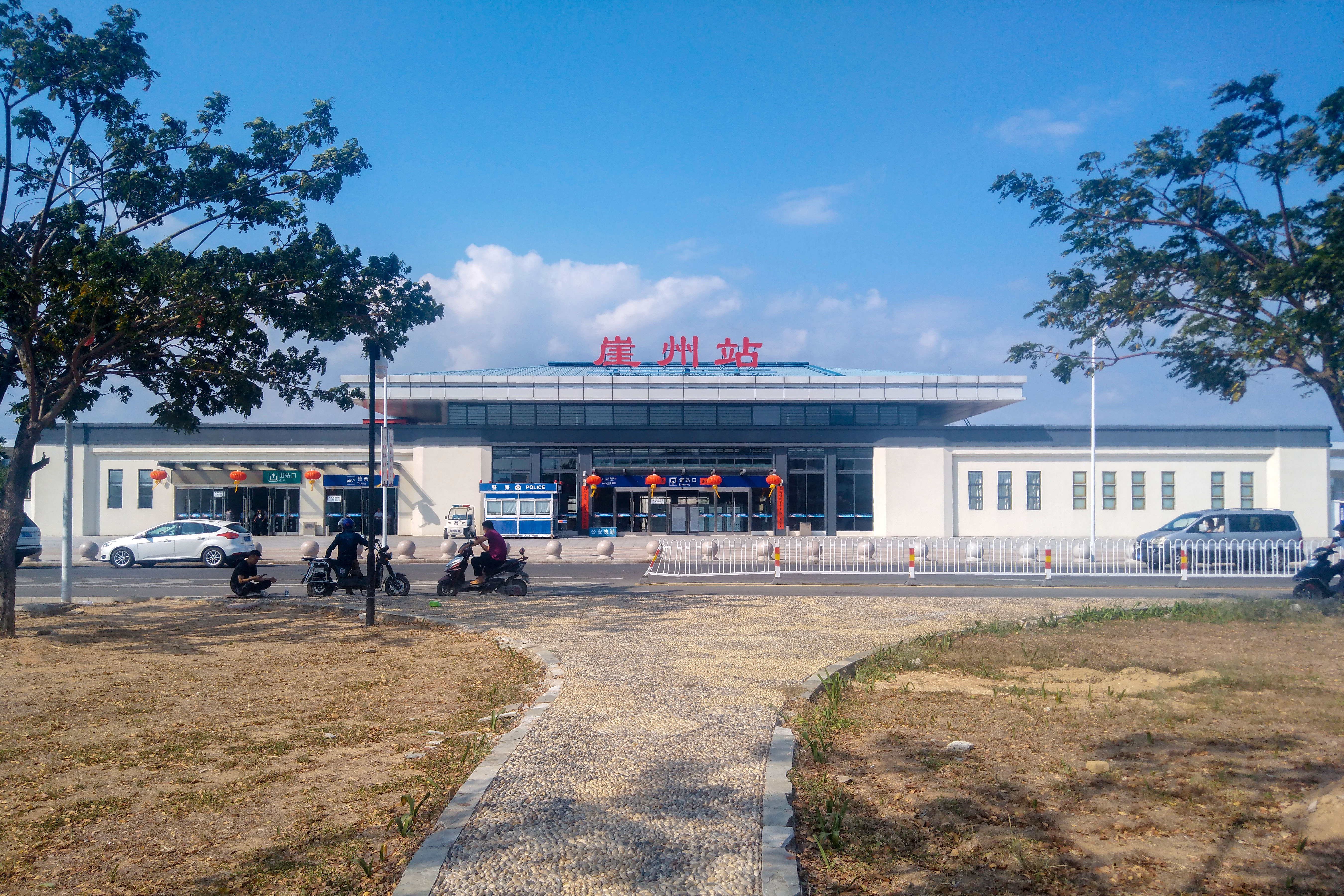
Вокзал Ячжоу

Вдоль побережья Ячжоу пролегают две автострады — G98 и G225.  